# Jardin botanique de Sedan
Le jardin botanique de Sedan est un parc botanique et un jardin public situé avenue Philippoteaux, en face de la place d'Alsace-Lorraine, à Sedan, en Ardennes.

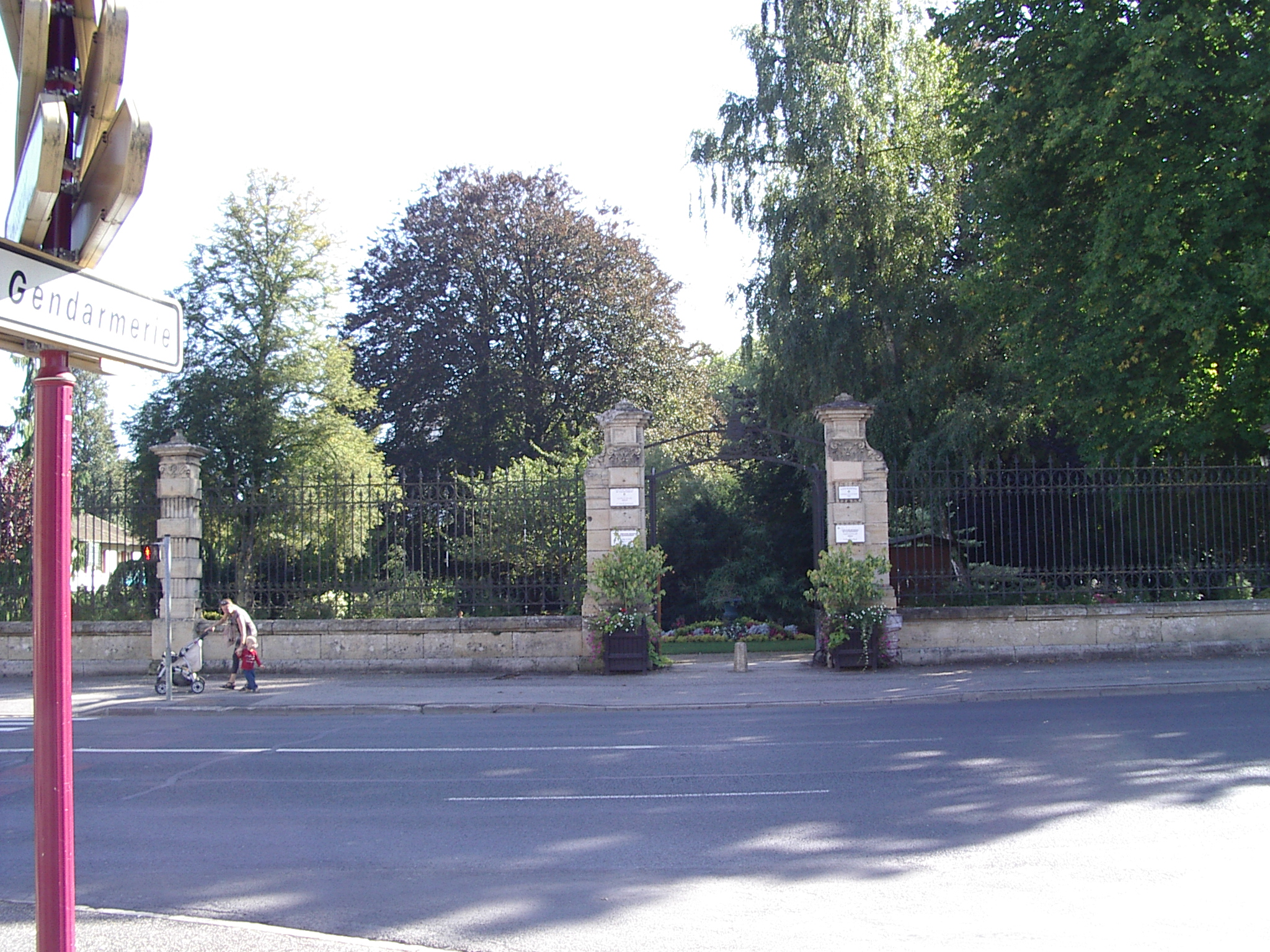
Entrée du jardin botanique

## Historique
Le jardin a été créé en 1875, lorsque le maire Auguste Philippoteaux et l'architecte Edouard Depaquit ont repensé la ville de Sedan, à la suite du déclassement de la place-forte. Précédemment, l'enceinte fortifiée de la ville enfermait celle-ci dans un espace fermé de 110 hectares, dont 18 hectares destinés aux activités industrielles. La destruction des remparts et des bastions a permis d'ouvrir la ville. Une nouvelle artère, l'avenue du Mesnil (rebaptisée en 1887 avenue Philippoteaux  du nom du père de ce projet) est créée, de presque 2 km de long, partant de la gare. Une place, la place Alsace-Lorraine (provinces que la France venaient de perdre) se substitue à un des bastions militaires détruit. En face de cette place est créé le jardin botanique.
Le plan du jardin est imaginé en 1891 par René Richer, paysagiste de Sedan. L'espace est agrémenté d'un bassin, d'un petit pont et d'un kiosque à musique, le pont et le kiosque étant décorés de maçonneries arborescentes. Des essences rares sont plantées et des allées aménagées.
Le 9 août 1905, une tornade (appelée erronément « cyclone » dans les textes de l'époque) provoque la chute de tilleuls. Le kiosque est endommagé et doit être restauré. Durant la Première Guerre mondiale, une sculpture en bronze de Jules Visseaux, représentant Paul et Virginie, les deux héros du roman de Jacques-Henri Bernardin de Saint-Pierre, est fondue par les occupants pour récupérer la matière. Le 1ernovembre 1918, les troupes allemandes installent des canons dans le jardin pour préparer la défense de la ville. La signature de l'armistice le 11 novembre évite à la cité de vivre une nouvelle bataille.
Une extension est aménagée dans les années 1980, accolant au parc initial un jardin à la française planté de rosiers. À son extrémité, une sphère armillaire est placée au centre d'un massif. Un jardin pour les enfants occupe l'espace opposé à la roseraie.

## Plantes remarquables
En rentrant par l'Avenue Philippoteaux et en empruntant l'allée à droite, le visiteur arrive à une fourche, avec à proximité un marronnier assez curieux issu d'une greffe ancienne : le porte-greffe est un Aesculus hippocastanum, un marronnier commun, mais la partie supérieure est un marronnier aux feuilles plus petites qui pourrait être un hybride d'un Aesculus indica.
En continuant au-delà de la fourche par l'allée la plus proche de l'enceinte, le visiteur trouve un Érable de Montpellier,  ou Acer monspessulanum, un peu avant l'arrivée sur le bassin. A l'extrémité opposée du bassin s'élève un tilleul lacinié, aux feuilles profondément dentées, assez inhabituel. Passant sur le petit pont, au-dessus du bassin, il contourne le kiosque à musique en longeant une rangée de tilleul à grandes feuilles, puis peut prendre une allée vers la roseraie, en passant devant un Laurier-cerise  puis une série de chèvrefeuille en forme de nid, ou Lonicera nitida, arbustes originaires de Chine introduits en Europe en 1908. En bifurquant vers le jardin pour enfants, il peut observer la plus ancienne famille d'arbres connue, puisqu'elle serait apparue il y a plus de 270 millions d'années, un arbre aux 40 écus, ou Ginkgo biloba, mâle. Puis un Cyprès chauve ou cyprès de Louisiane, et à deux pas, un Callicarpe de Bodinier, entre un Weigelia, un Lonicera et un Pinus mugo. Un peu plus loin encore, à proximité du jardin pour les enfants, trois Paulownia tomentosa. Retour par la roseraie, puis par une allée arrivant à une tonnelle entourée de buissons ardents, ou Pyracantha coccinea. Une allée conduit à la maison du garde, entourée d'hortensia, d'un pommier à feuilles de prunier ou Malus prunifolia, d'un charme, d'une seringat, d'une symphorine blanche, d'une corète du Japon et d'une Aucuba japonica. De là une autre allée longe l'enceinte pour mener au point de départ, l'entrée située avenue Philippoteaux. Dans cette dernière allée, il peut admirer une série de Magnolia de Soulange, ainsi qu'un arbre aux 40 écus, ou Ginkgo biloba, femelle cette fois.

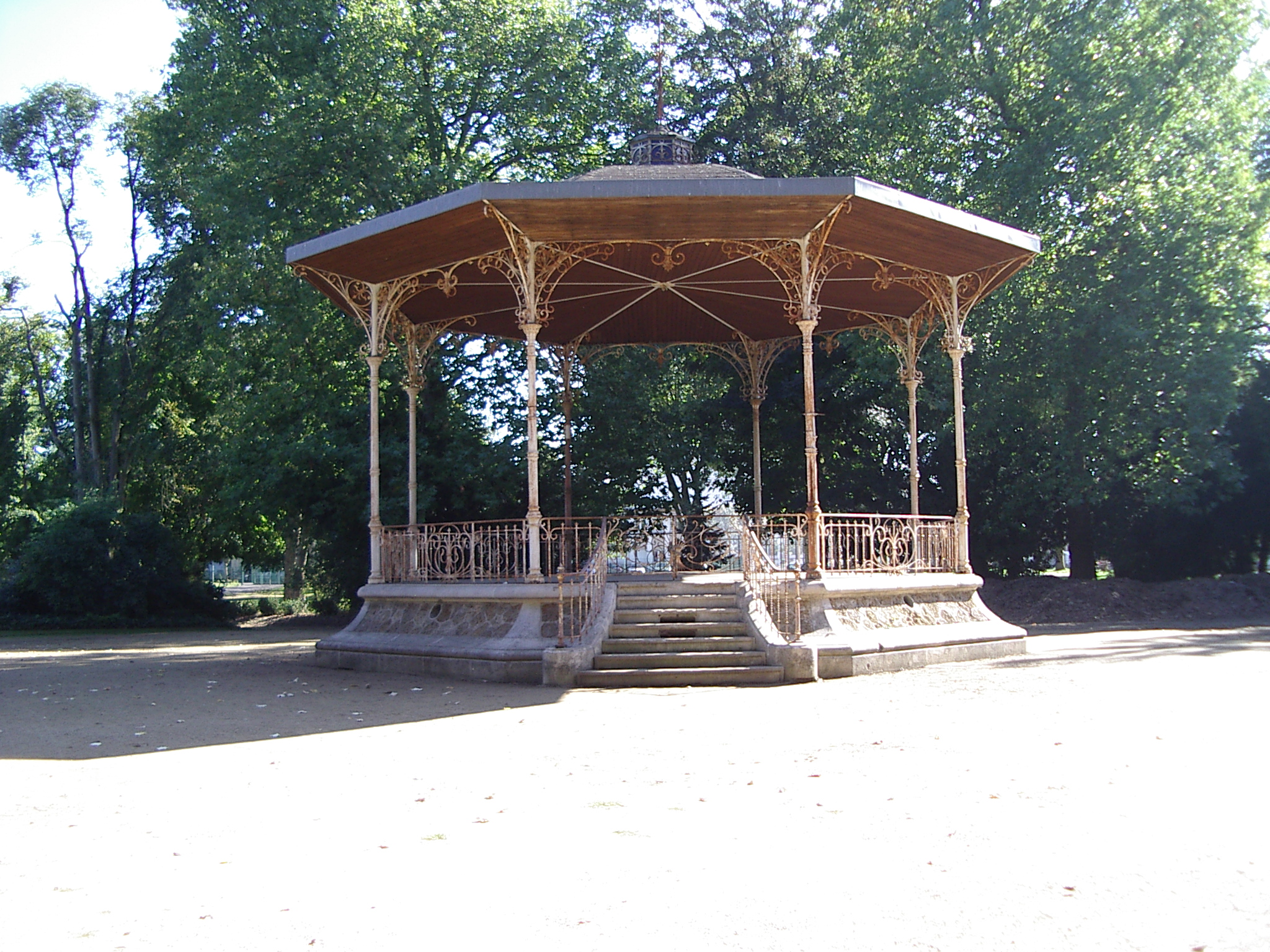
Le kiosque
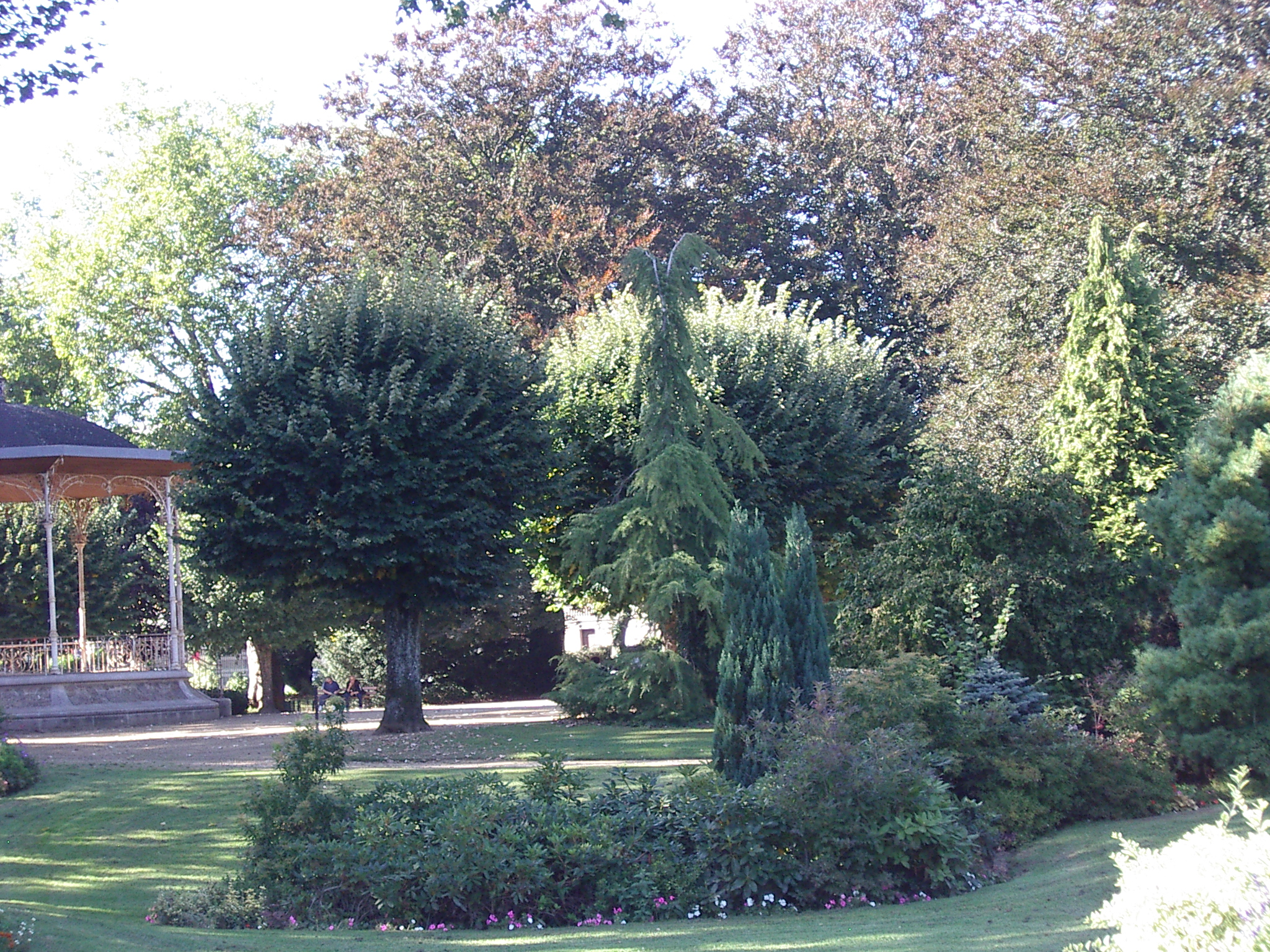
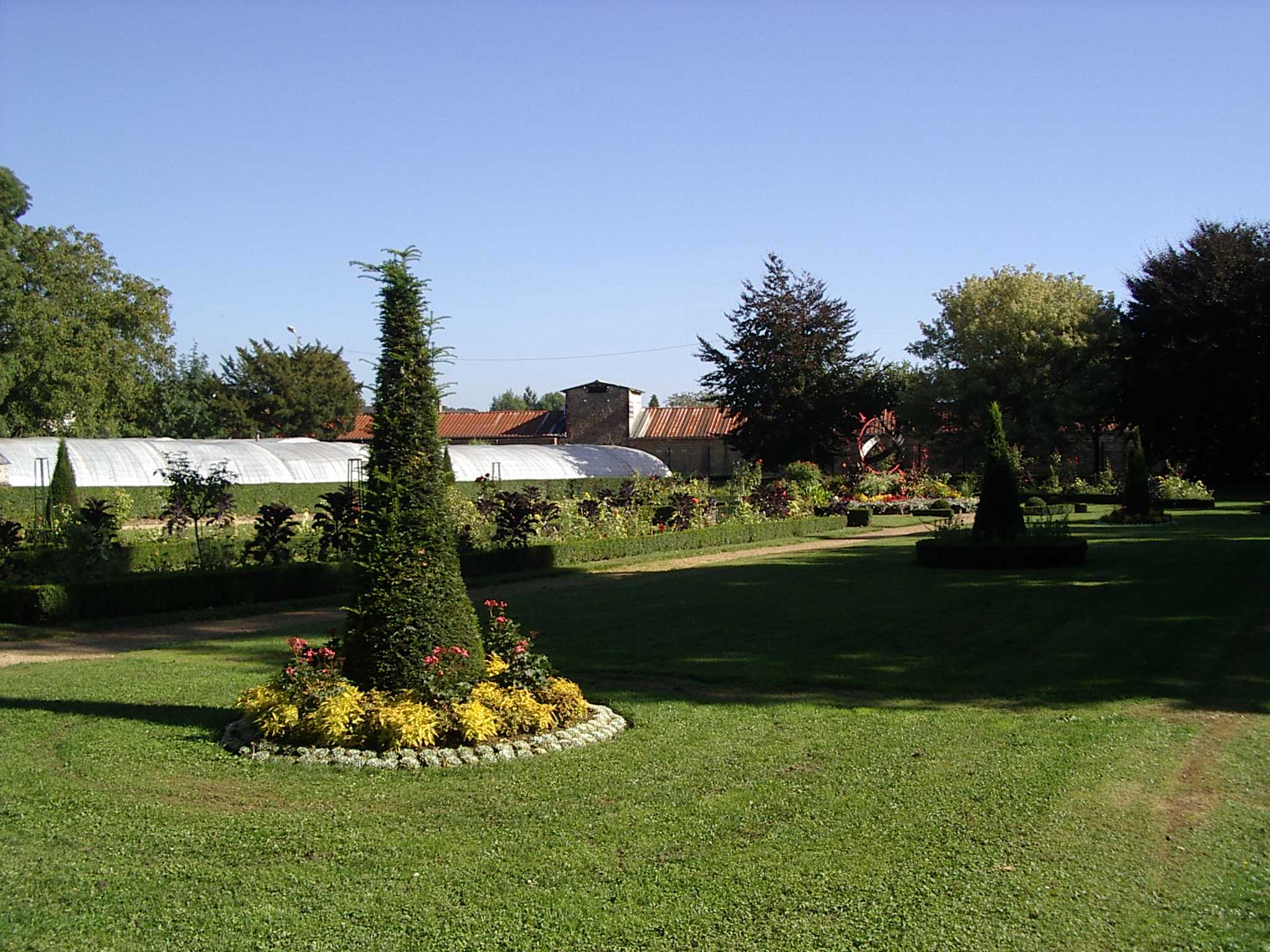
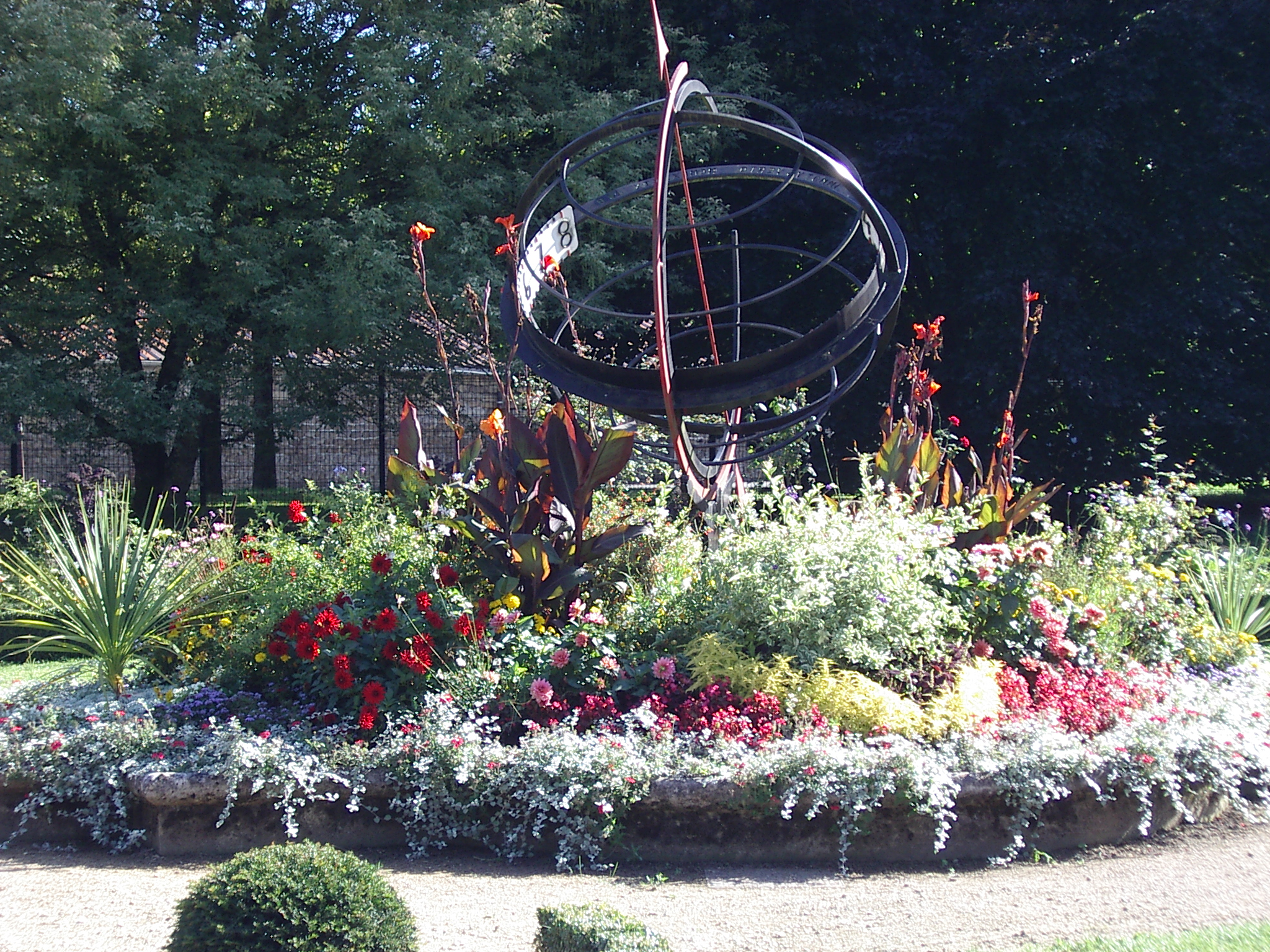
Sphère armillaire

### Sources
- Rédaction de L'Union, « Trois jardins ardennais vous ouvrent leurs portes demain », L'Union,‎ 30 mai 2013 (lire en ligne).
- Rédaction de L'Union 2, « Sedan et Mouzon sauvent l'honneur », L'Union,‎ 29 mai 2013 (lire en ligne).
- Danièle Blondin, Andrée Cochard, Andrée Cunin, André Cunin, Madeleine Larose, Jacqueline Le Mehaute, Nicolas Loche, Christiane Mehaut et Colette Rozoy, Histoire et botanique. Parcs et jardins publics. Charleville-Mézières, Sedan, Revin, Éditions Terres ardennaises, 2004, 80 p., « Le jardin botanique de Sedan », p. 53-62.
- Danièle Blondin et al, « Inventaire des arbres et arbustes: Jardin botanique de Sedan », Bulletin de la Société d'histoire naturelle des Ardennes, vol. 91,‎ 2001, p. 81–88 (ISSN 0373-8442).
- Pierre Congar, Jean Lecaillon et Jacques Rousseau, Sedan et le pays sedanais, vingt siècles d’histoire, Charleville-Mézières, Éditions F.E.R.N., 1969, 577 p. (ISBN 2-905339-60-8), p. 266.

### Sources web
- « Je découvre La France ».
- « Jardinez ».
- « Le cyclone de Sedan, du 9 août 1905 », sur adsabs.harvard.edu.